# Renato Caccioppoli
Renato Caccioppoli (* 20. Januar 1904 in Neapel; † 8. Mai 1959 Neapel) war ein italienischer Mathematiker, der sich mit Analysis beschäftigte.

## Leben
Caccioppoli – Sohn eines Chirurgen und mütterlicherseits ein Neffe von Michail Bakunin – studierte ab 1921 an der Universität Neapel, wo er zunächst Ingenieur werden wollte, dann aber zur Mathematik wechselte. 1925 machte er bei Ernesto Pascal seinen Abschluss (Laurea) und wurde dann der Assistent von Mauro Picone. 1931 wurde er nach dem Gewinn eines Wettbewerbs um den Lehrstuhl Professor für algebraische Analysis in Padua. 1934 kehrte er als Professor nach Neapel zurück.
Bei einem Besuch von Adolf Hitler 1938 in Neapel in Begleitung von Mussolini löste Renato Caccioppoli einen Eklat aus: Er veranlasste, dass das Orchester in einem Restaurant die Marseillaise spielte, und hielt danach antifaschistische Reden. Einer Verhaftung entging er nur dadurch, dass er sich für verrückt erklären ließ (wofür seine Tante Maria Bakunin sorgte, Professorin für Chemie in Neapel) und vorübergehend in eine Anstalt eingewiesen wurde. Während dieser Zeit arbeitete er weiter mathematisch, veröffentlichte aber vorsichtshalber in der Zeitschrift der Päpstlichen Akademie.
Nach dem Ende des Zweiten Weltkrieges trat Caccioppoli der Kommunistischen Partei bei und baute mit Carlo Miranda das Mathematische Institut der Universität Neapel wieder auf. Er galt als Nonkonformist, verfiel in seinen letzten Lebensjahren dem Alkohol.
Nachdem seine Lebensgefährtin Sara Mancusa ihn verlassen hatte, nahm sich Renato Caccioppoli am 8. Mai 1959 durch Erschießen das Leben. Als weitere Motive wurden nachgelassene mathematische Schaffenskraft und politische Enttäuschung vermutet. 1992 wurde ein Film über Caccioppoli und seinen Tod gedreht (Morte di un matematico napoletano, Regie Mario Martone).

## Wirken
Caccioppoli befasste sich mit Funktionalanalysis, wo er ab 1930 topologische Methoden wie Brouwers Fixpunktsatz anwandte und 1932 Kriterien für die Umkehrbarkeit der Abbildung zweier Banachräume gab, mit geometrischer Maßtheorie (wo 1952 von ihm eingeführte Caccioppoli-Mengen nach ihm benannt sind), elliptischen partiellen Differentialgleichungen und Funktionentheorie. In der Funktionentheorie führte er 1952/53 pseudoanalytische Funktionen ein und befasste sich schon ab den 1930er Jahren mit Funktionen mehrerer komplexer Variabler, für die er 1949 einen logarithmischen Residuensatz bewies und 1933 normale Familien von Funktionen in mehreren Variablen untersuchte.
Er war Mitglied der Accademia dei Lincei (1947 korrespondierendes und 1958 volles Mitglied) und seit 1931 korrespondierendes und seit 1938 volles Mitglied der Akademie der physikalischen und mathematischen Wissenschaften in Neapel. 1944 wurde er Mitglied der Päpstlichen Akademie der Wissenschaften.
1947 bis 1957 gab er mit Carlo Miranda das Giornale di Matematiche heraus. Er war Mit-Herausgeber der Annali di Matematica (ab 1948) und der Ricerche di Matematica (ab 1952). 1953 erhielt er den Preis für Mathematik und Naturwissenschaften der Accademia dei Lincei.
Die Mathematische Fakultät der Universität Neapel, ein Asteroid (9934 Caccioppoli) und ein Preis der Unione Matematica Italiana sind nach ihm benannt (Premio Caccioppoli).
Caccioppoli war ein guter Pianist.